# Mark de Man
M.W.J.M. (Mark) de Man (Veghel, 1987) is een Nederlands politicus voor de VVD. Sinds 24 januari 2024 is hij burgemeester van de gemeente Bernheze.
De Man studeerde rechten aan de Universiteit van Tilburg. Hij studeerde staats- en bestuursrechtelijk af. Na zijn studie rechten ging hij aan het werk als strafrechtadvocaat.
Bij de gemeenteraadsverkiezingen van maart 2014 werd hij verkozen tot raadslid in de gemeenteraad van Littenseradiel, waar hij ook fractievoorzitter van de VVD werd. Hij bleef raadslid totdat die gemeente werd heringedeeld met Súdwest-Fryslân, Leeuwarden en Waadhoeke in januari 2018; hij werd toen wethouder in Súdwest-Fryslân, met als portefeuille onder meer wonen, recreatie en toerisme en, handhaving en jeugdzorg. Na de gemeenteraadsverkiezingen in 2022, trad hij 1 juni 2022 trad hij terug als wethouder en werd hij raadslid in Súdwest-Fryslân. In oktober 2022 werd hij officier van justitie in opleiding bij het openbaar ministerie Noord-Nederland.
Op 21 december 2023 werd De Man benoemd tot burgemeester van de Brabantse gemeente Bernheze met ingang van 24 januari 2024, nadat de gemeenteraad hem eerder had voorgedragen. Op 24 januari 2024 werd De Man geïnstalleerd als burgemeester, als opvolger van Marieke Moorman die sinds februari 2023 burgemeester van de gemeente Land van Cuijk was; het burgemeesterschap was in de tussentijd waargenomen door Antoine Walraven.